# Friedrich Berwerth
Friedrich Martin Berwerth, född 16 november 1850 i Schäßburg, Transsylvanien, död 22 september 1918 i Wien, var en österrike-ungersk mineralog och petrograf, som 1893 blev professor i mineralogi. Han anställdes 1895 vid Hofmuseum i Wien och blev 1909 direktör för detsamma. Berwerth sysslade särskilt med meteoriter och ägnade sig mycket åtutvecklingen av meteoritsamlingen, som på sin tid var en av de främsta i Europa.

## Biografi
Berwerth, son till en farmaceut, studerade kemi vid universiteten i Wien och Graz och doktorerade vid universitetet i Heidelberg 1873. Under sina studier blev han medlem i Burschenschaft Allemannia Heidelberg. Därefter var han assistent vid mineralogiska-petrografiska institutionen vid Universitetet i Wien under Gustav Tschermak, som också introducerade honom i  k.k. Mineralogische Hof-Cabinet, som senare blev Naturhistorischen Hofmuseum. År 1897 blev han chef för den petrografiska-mineralogiska avdelningen och 1905 chef k. k. Naturhistorischen Hofmuseum. Han gick i pension 1918. Samtidigt, efter sin habilitering i petrografi (1888), blev han docent vid Wiens universitet 1894 och professor 1907.
Berwerth skrev avsnittet om mineralogi i expeditionsrapporten från den österrikiska expeditionen till Jan Mayen, som en del av det första internationella polaråret. Under senare år var han främst intresserad av meteoriter.
År 1901 grundade han Wiener Mineralogische Gesellschaft tillsammans med Friedrich Becke. På hans initiativ grundades die Deutsche Mineralogische Gesellschaft 1908.
Berwerth utnämndes till regeringsråd 1904 och till domstolsråd 1918. Han var riddare av Francis Joseph-orden (1898) och kommendör av Orden de Isabel la Católica (1905). År 1905 antogs han också som korresponderande medlem av Kejserliga vetenskapsakademin.